# مزرعة نو (كويرات)
مزرعة نو (بالفارسية: مزرعه نو) هي قرية تقع في إيران في Kavirat Rural District. يقدر عدد سكانها بـ 16 نسمة .